# Tim McIlrath
Timothy "Tim" James McIlrath (ur. 3 listopada 1979 w Indianapolis, Indiana) – wokalista i gitarzysta amerykańskiego zespołu Rise Against. Lubiany i ceniony za teksty do swoich utworów oraz głos – mocny, głęboki, gdy trzeba – śpiewny bądź przechodzący w czysty krzyk. Oprócz tego, pełni w zespole funkcję gitarzysty rytmicznego. Jest wegetarianinem, popiera prawa dla zwierząt i wraz z resztą Rise Against aktywnie promuje PETA. Obecnie wraz z żoną Erin oraz córkami Blythe i Scarlett mieszka w Chicago.

## Dzieciństwo
Timothy James McIlrath w młodości pasjonował się książkami George'a Orwella czy Aldousa Huxleya, które później miały wpływ na jego twórczość. Chodził do szkoły katolickiej, Our Lady Wayside w Arlington Heights, gdzie był wyśmiewany z powodu heterochromii – ma oczy różnego koloru (prawe brązowe, lewe niebieskie).
Gdy Tim był nastolatkiem, wszyscy jego przyjaciele jeździli na snowboardzie. Tim uzbierał 400 USD na własną deskę. Jednak zamiast do sklepu snowboardowego trafił do muzycznego, gdzie długo zbierane pieniądze wydał na wiśniową Gibson SG. Na snowboardzie nie jeździł ani razu, ale wiadomo, że lubi jazdę na deskorolce.

## Muzyka
Przygodę z muzyką Tim zaczął już za młodzieńczych lat; mocno angażował się w lokalną scenę alternatywnego rocka/punka w Chicago. Jego pierwszym zespołem był grający post hardcore .baxter. W 1996 ukazała się pierwsza LP kaseta zespołu Troy's Bucket. Została ciepło przyjęta przez undergroundową scenę Chicago, gdzie .baxter. stał się popularny. Grywali jako support przed Good Riddance, Braid, Hot Water Music, Slapstick i Strife. W 1997 wydali Lost Voices EP, wkrótce jednak zespół się rozpadł. Tim zaczął grę na basie dla The Honor System. Jakiś czas potem dołączył jako basista do metalcore'owej grupy Arma Angelus, gdzie wokalistą był Pete Wentz (teraz Fall Out Boy). Tim McIlrath opuścił zespół, by skoncentrować się na Rise Against. Arma Angelus nagrali płytę The Grave End of the Shovel. Debiut Rise Against, The Unraveling, został natomiast wydany w 2001. Jest to jedyna płyta, na której McIlrath nie gra na gitarze. Album z 2004 – Siren Song Of The Counter Culture pozwolił szerszej publiczności zapoznać się z Rise Against. Zespół jednak zachował swoją undergroundową postawę. Premiera piątej płyty, Appeal To Reason miała miejsce 7 października 2008, kolejna, okrzyknięta mianem "apokaliptycznej" Endgame ukazała się 15 marca 2011 roku. Następnie The Black Market z 15 lipca 2014, Wolves z 9 czerwca 2017 i The Ghost Note Symphonies (akustyczne wersje wybranych piosenek zespołu) wydany 27 lipca 2018 roku. Najnowszy album Nowhere Generation został wydany 4 czerwca 2021 roku.
McIlrath uczestniczy także w projekcie The Killing Tree, posiadającym w dorobku trzy albumy: Bury Me at Meke-Out Creek (2000), The Romance Of Helen Trent (2002) oraz We Sing Sin (2003).